# جواز سفر ترانسنيستري
يتم إصدار جواز السفر الترانسنيستري لمواطني ترانسنيستريا لغرض السفر الدولي.
غالبية دول العالم لاتعترف بدولة ترانسنيستريا (باستثناء أبخازيا وأوسيتيا الجنوبية وجمهورية مرتفعات قرة باغ، وكل الدول المذكورة أيضا في الغالب غير معترف بها)، جواز سفر ترانسنيستريا غير صالح للسفر إلى معظم البلدان في العالم. حكومة ترانسنيستريا لا تسمح بازدواجية الجنسية.